# Corvus
Corvus är även det latinska namnet för stjärnbilden Korpen.
Corvus är ett släkte inom familjen kråkfåglar (Corvidae) bland tättingarna. Släktet består av ett 50-tal arter som förekommer på alla kontinenter utom Sydamerika och Antarktis, och på många öar långt ute till havs. Släktet har inget fastslaget svenskt trivialnamn men kallas ibland "korpsläktet", "kråksläktet", "äkta kråkor" eller endast "kråkor".

## Utseende och fältkännetecken
Släktet består av stora tättingar som antingen är helsvarta, eller mestadels svarta med vita eller gråa partier. De varierar i storlek från kaja, som trots allt är större än merparten av övriga tättingar, till korp och tjocknäbbad korp. De rör sig gärna på marken och flyger jämnt och stadigt.
Deras näbb är tjock och stark, av medellängd, lite nedböjd, utåt hoptryckt, på ovansidan kullrig och med smalare spets. Underkäken saknar längsgående köl invändigt. Näbbsömmen är utefter hela sin längd något bågformigt böjd. Benen är framtill försedda med tvärgående inskärningar. Vingarna är ganska långa, med smala, spetsiga (under flykten skilda) pennor. Den första vingpennan är längre än armpennorna och tredje och fjärde pennorna är längst. Stjärten är tvär eller avrundad.

## Ekologi
Boet läggs i höga trädkronor, på klippor och torn eller i ihåliga träd. Alla arterna bygger enkla och okomplicerade bon, ganska grunda, utan tak och hopfogade av pinnar och kvistar, blandade med jord och försedda med en bale av diverse mjuka ämnen. Äggen är grön- eller blåaktiga, med små, mörka, oftast tätt sittande fläckar. Könen är lika och ungarna får redan första året fullt utbildad fjäderdräkt. Flera arter, men exempelvis inte korpen, lever ofta i stora flockar, utom under häckningstiden. Dock häckar en del kolonivis. 
Fåglarna inom släktet Corvus har god syn vilket de har stor nytta av när de söker föda. Födan hämtas ur både djur- och växtriket, och arterna är allätande. Deras intelligens är framstående och de är mycket läraktiga.  

## Systematik
Släktet beskrevs första gången 1758 av Linné i den tionde upplagan av hans Systema Naturae. Släktnamet härstammar från latinets corvus som betyder "korp". Typarten är korp (Corvus corax) och andra arter som Linné placerar inom släktet i samma utgåva är kråka (C. corone) och råka (C. frugilegus). Släktet omfattade från början många fler arter, bland annat skata som då beskrevs som C. pica. Idag omfattar släktet ett 50-tal nu levande förekommande arter och minst 14 utdöda som har beskrivits. De två arterna kaja är en systergrupp till resten av Corvus och urskiljs vanligen i det egna släktet Coloeus.
Det finns ganska gott om fossila fynd av släktet i Europa men släktskapet mellan flertalet av de förhistoriska arterna är oklart.

### Nu levande arter inom släktet

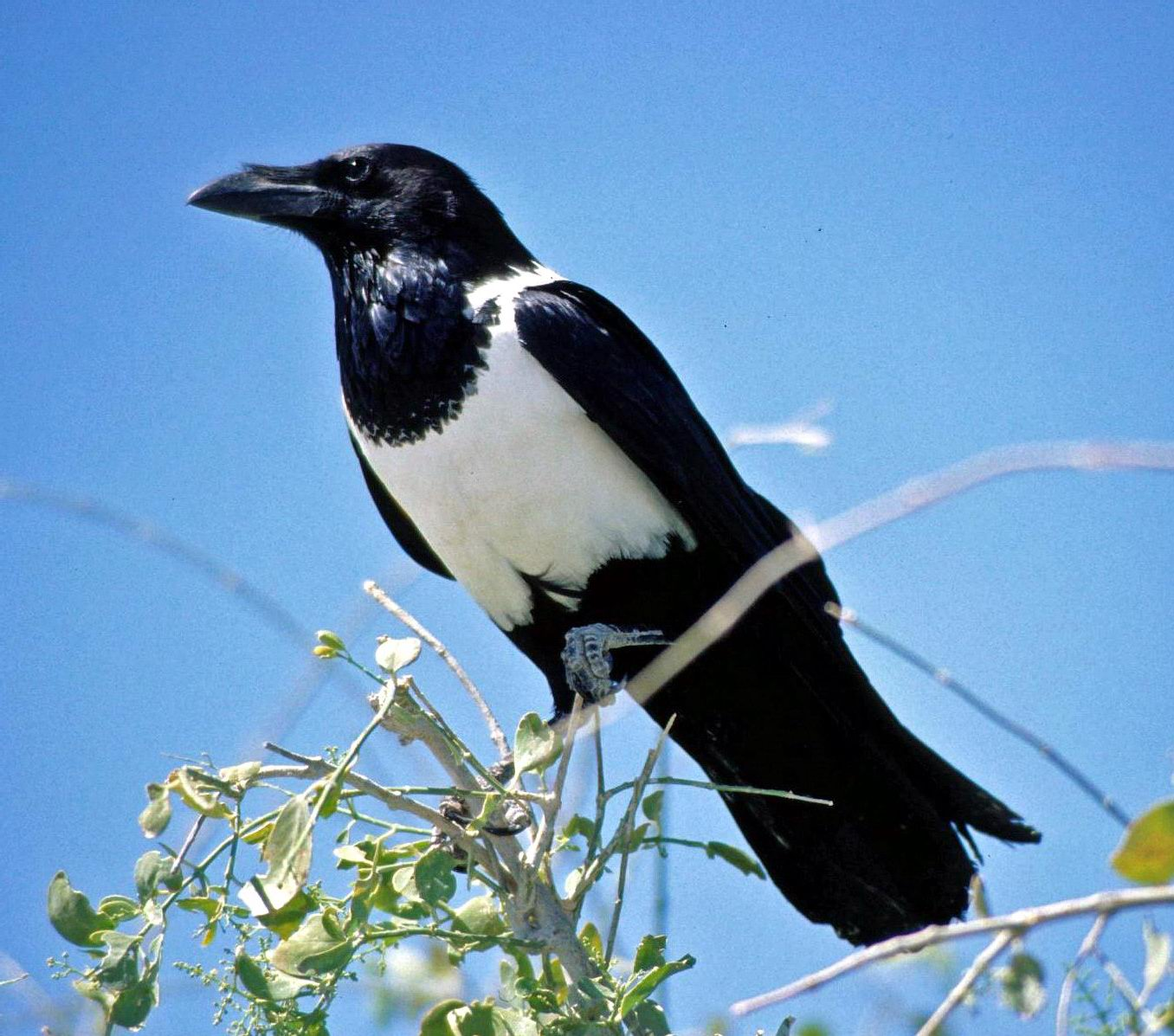
Svartvit kråka (Corvus albus)

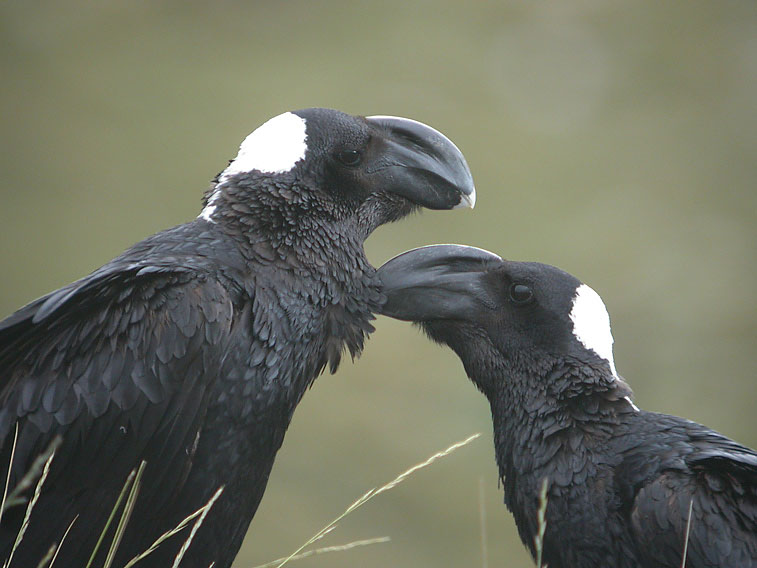
Tjocknäbbad korp (Corvus crassirostris)

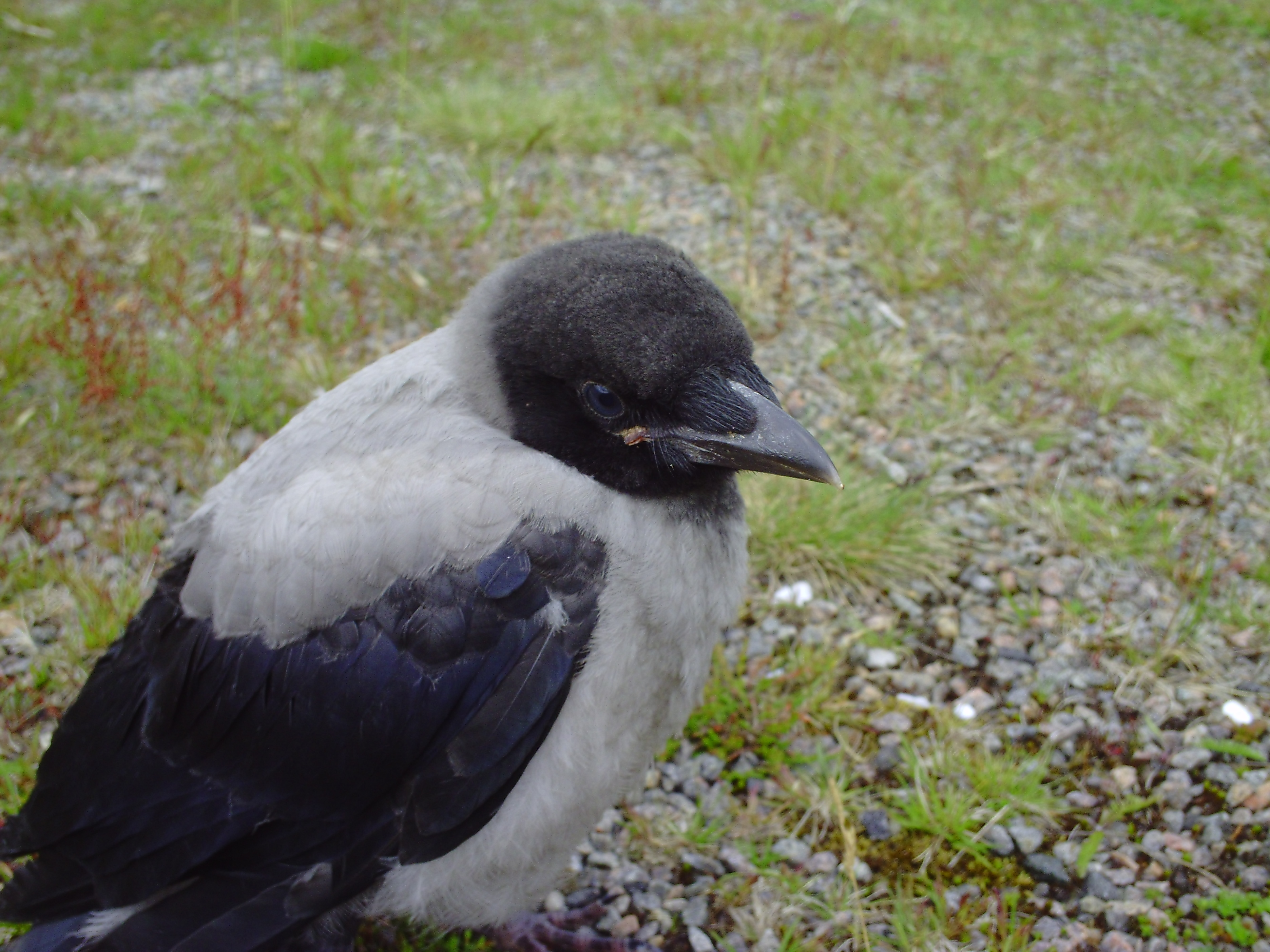
En kråkunge (Corvus corone).

Artlistan nedan med 50 arter följer AviList:
- Kubakråka (Corvus nasicus)
- Jamaicakråka (Corvus jamaicensis)
- Hispaniolakråka (Corvus leucognaphalus)
- Hispaniolapalmkråka (Corvus palmarum)
- Kubapalmkråka (Corvus minutus)
- Fiskkråka (Corvus ossifragus)
- Tamaulipaskråka (Corvus imparatus)
- Sinaloakråka (Corvus sinaloae)
- Kapråka (Corvus capensis)
- Hawaiikråka (Corvus hawaiiensis)
- Råka (Corvus frugilegus)
- Vitnackad korp (Corvus albicollis)
- Tjocknäbbad korp (Corvus crassirostris)
- Ökenkorp (Corvus ruficollis)
- Svartvit kråka (Corvus albus)
- Somaliakråka (Corvus edithae)
- Chihuahuakorp (Corvus cryptoleucus)
- Kortstjärtad korp (Corvus rhipidurus)
- Korp (Corvus corax)
- Amerikansk kråka (Corvus brachyrhynchos)
- Halsbandskråka (Corvus torquatus)
- Kråka (Corvus corone)

- Floreskråka (Corvus florensis)
- Huskråka (Corvus splendens)
- Guamkråka (Corvus kubaryi)
- Filippinkråka (Corvus philippinus)
- Stornäbbad kråka (Corvus macrorhynchos)
- Pipkråka (Corvus typicus)
- Banggaikråka (Corvus unicolor)
- Sundakråka (Corvus enca)
- Sierramadrekråka (Corvus sierramadrensis)
- Samarkråka (Corvus samarensis)
- Sulawesikråka (Corvus celebensis)
- Palawankråka (Corvus pusillus)
- Långnäbbad kråka (Corvus validus)
- Nyakaledonienkråka (Corvus moneduloides)
- Vitnäbbad kråka (Corvus woodfordi)
- Bougainvillekråka (Corvus meeki)
- Seramkråka (Corvus violaceus)
- Brunhuvad kråka (Corvus fuscicapillus)
- Papuakråka (Corvus tristis)
- Australisk korp (Corvus coronoides)
- Småkorp (Corvus mellori)
- Tasmankorp (Corvus tasmanicus)
- Bismarckkråka (Corvus insularis)
- Mulgakråka (Corvus bennetti)
- Torreskråka (Corvus orru)

### Utdöda arter under holocen
Fyra arter som dog ut under holocen finns beskrivna:
- Puertoricokråka (Corvus pumilis)
- Makaikråka (Corvus viriosus)
- Tjocknäbbad kråka (Corvus impluviatus)
- Maorikorp (Corvus moriorum)